# Xenelasia
Xenelasia (av grekiska xenos, "främling", och ordstammen i eláùfnéin, "fördriva") var det hos forntidens spartaner lagstadgade bruket att från statens område förjaga främlingar eller förbjuda dem att där uppehålla sig.